# 애서가
애서가(愛書家)는 책을 매우 좋아하는 사람을 뜻한다.

## 개요
고전적인 의미에서의 애서가는 독서를 좋아하는 것을 떠나 책 자체를 애호하고 수집하는 것을 좋아하는 사람을 가리킨다. 애서가들은 보통 그들이 사랑하거나 특별한 가치를 가진 책들과 희귀본, 저자 또는 유명인의 사인(및 인장)이나 그린 삽화가 들어 있는 오래된 판본들을 가지고 있다. 서구 사회에서는 이러한 소수의 열정적인 책 수집광들을 가리켜서 바이빌로필리아 즉 애서가라고 불렀다. 

## 용어 사용
애서가는 대인관계 및 그 자신의 건강에 부정적인 영향을 미칠 정도로 책 수집을 수반하는 강박장애의 잠재적 증상인 도서증(바이블로매니아)과 혼동해서는 안 되며, 물리적 대상이 책이라는 사실만으로도 책을 수집하거나 사랑하기에 충분하다. 미국 의회도서관은 '바이블로매니아'라는 용어를 '바이블로필리'로 바꾸어 사용하기도 하는데, 실제로는 '바이블로필리'라는 용어를 사용하지 않고 도서관의 이용자로 방문해 오는 독자들을 책 수집가(북 콜렉터) 또는 도서관광(바이블로매니악)으로 지칭한다.

## 역사
아서 H. 민터스(Arthur H. Minters)에 따르면, 개인적인 책 수집은 키케로와 아티쿠스를 포함한 많은 로마인들이 탐닉하는 일종의 유행이었다. 애서가로 번역되는 바이블로필(bibliophile)이라는 용어는 1820년에 영어로 유입되었다. 바이브로필은 책 특히 독서를 사랑하는 책벌레(1583년으로 거슬러 올라간다)의 훨씬 오래된 개념과 구별되어야 한다.
스펜서 경(Lord Spencer)과 블랜드포드 후작(Marquess of Blandford)은 유명한 애서가였다. 록스버그 셀은 빠르게 급성장하는 중고책 거래의 기본 신화가 되었고, 현대까지도 그렇게 남아있다.; 스펜서 경과 블랜드포드 후작 사이의 경쟁으로 인해 보카치오의 데카메론으로 추정되는 초판의 가격이 놀랍게도 전례 없는 금액으로 상승했다. J. P. 모건도 유명한 서지 애호가였다. 1884년 그는 마인츠 솔터의 1459년판을 위하여 24,750 달러를 지불하였다.

## 같이 보기
- 시네필
- 앤드루 랭